# Şorəlli
Şorəlli è un comune dell'Azerbaigian situato nel distretto di Bərdə. Conta una popolazione di 931 abitanti.